# Perano
Perano ist eine Gemeinde mit 1481 Einwohnern in der Provinz Chieti (Region Abruzzen) in Italien.
Die Nachbargemeinden sind Altino, Archi und Atessa.

## Weinbau
In der Gemeinde werden Reben der Sorte Montepulciano für den DOC-Wein Montepulciano d’Abruzzo angebaut.